# Lena Häcki
Lena Häcki (Engelberg, 1º luglio 1995) è una biatleta svizzera.
Dalla stagione 2022-2023 ha aggiunto al proprio il cognome del coniuge e si è iscritta alle gare come Lena Häcki-Groß.

## Biografia

### Stagioni 2015-2019
In Coppa del Mondo ha esordito il 12 dicembre 2014 a Hochfilzen (88ª nella sprint) e ai campionati mondiali a Kontiolahti 2015 (27ª nella sprint, 35ª nell'inseguimento, 85ª nell'individuale e 21ª nella staffetta). Ai mondiali seguenti di Oslo Holmenkollen 2016 si è piazzata 21ª nella sprint, 33ª nell'inseguimento, 67ª nell'individuale e 16ª nella staffetta, mentre a quelli di Hochfilzen 2017 è stata 35ª nella sprint, 48ª nell'inseguimento, 85ª nell'individuale, 13ª nella staffetta e 14ª nella staffetta mista.
Ha debuttato ai Giochi olimpici invernali a Pyeongchang 2018, dove è giunta 26ª nella sprint, 8ª nell'inseguimento, 34ª nell'individuale, 23ª nella partenza in linea, 6ª nella staffetta e 13ª nella staffetta mista. Il 2 dicembre 2018 a Pokljuka ha ottenuto il primo podio in Coppa del Mondo (2ª nella staffetta mista); ai successivi mondiali di Östersund 2019 si è posizionata 53ª nella sprint, 14ª nell'inseguimento, 11ª nell'individuale, 30ª nella partenza in linea, 13ª nella staffetta e 11ª nella staffetta mista.

### Stagioni 2020-2025
Il 21 dicembre 2019 ha conquistato il primo podio individuale in Coppa del Mondo, arrivando terza nell'inseguimento di Annecy Le Grand-Bornand; nella stessa stagione ai mondiali di Anterselva 2020 si è classificata 63ª nella sprint, 59ª nell'individuale, 6ª nella staffetta, 10ª nella staffetta mista e 5ª nella staffetta singola mista. L'anno dopo nella rassegna iridata di Pokljuka 2021 si è piazzata 7ª nella sprint, 12ª nell'inseguimento, 12ª nell'individuale, 15ª nella partenza in linea, 12ª nella staffetta, 12ª nella staffetta mista.
Ha preso parte ai XXIV Giochi olimpici invernali di Pechino 2022 posizionandosi 23ª nella sprint, 24ª nell'inseguimento, 24ª nell'individuale, 16ª nella partenza in linea e 8ª nella staffetta mista; ai Mondiali di Oberhof 2023 si è classificata 28ª nella sprint, 33ª nell'inseguimento, 11ª nella partenza in linea, 9ª nell'individuale, 8ª nella staffetta, 7ª nella staffetta mista e 12ª nella staffetta mista individuale. Il 19 gennaio 2024 ha conquistato ad Anterselva in individuale la prima vittoria in Coppa del Mondo e ai successivi Mondiali di Nové Město na Moravě 2024 si è piazzata 66ª nella sprint, 17ª nell'individuale, 24ª nella partenza in linea, 9ª nella staffetta, 4ª nella staffetta mista e 5ª nella staffetta mista individuale; ai Mondiali di Lenzerheide 2025 è stata 4ª nella sprint, 5ª nell'inseguimento, 16ª nell'individuale, 21ª nella partenza in linea, 14ª nella staffetta e 6ª nella staffetta mista.

## Palmarès

### Mondiali juniores
- 2 medaglie:
  - 2 argenti (sprint, inseguimento a Cheile Grădiștei 2016)

### Mondiali giovanili
- 1 medaglia:
  - 1 bronzo (staffetta a Obertilliach 2013)

### Coppa del Mondo
- Miglior piazzamento in classifica generale: 6ª nel 2024
- 11 podi (7 individuali, 4 a squadre):
  - 2 vittorie (individuali)
  - 3 secondi posti (1 individuale, 2 a squadre)
  - 6 terzi posti (4 individuali, 2 a squadre)

#### Coppa del Mondo - vittorie
| Data            | Località          | Nazione  | Specialità |
| --------------- | ----------------- | -------- | ---------- |
| 19 gennaio 2024 | Anterselva        | Italia   | IN         |
| 2 marzo 2024    | Oslo Holmenkollen | Norvegia | MS         |

Legenda:

IN = individuale

MS = partenza in linea